# Postepipona
Postepipona (лат.) — род одиночных ос (Eumeninae).

## Описание
От близких родов ос отличается следующими признаками: эпикнемальный киль отсутствует; грудь не выпуклая в боковой проекции; метанотум без горизонтальной площадки и поперечного киля. Тегулы латерально не расширены, менее чем в 0,75 раза шире длины. Паратегулы видны сверху. Передняя поверхность переднеспинки латерально не густо пунктирована. Проподеум наклонен ниже уровня метанотума. Аксиллярная ямка округлая; престигма короче медианной длины птеростигмы. Метанотум без полупрозрачного, пластинчатого латерального киля; мезонотум пунктированный; тергит I без придатков; метанотум без бугорков; мезонотум без продольных килей. Задняя граница тергита I непрозрачная. Метанотум без боковых зубцов. Тегулы сужаются кзади, достигая заднего конца паратегул. Пронотум шире длины в дорсальном виде; тергит I длиннее ширины в дорсальном виде; задний конец тергита II с неглубокой впадиной. Тергит I более чем в 0,5 раза шире тергита II в дорсальном виде. Средние голени с одной шпорой. Переднее крыло с первой и второй возвратными жилками, исходящими в субмаргинальной ячейке II.

## Классификация
В мировой фауне известно 3 вида. Афротропика (Мадагаскар) и Палеарктика (Йемен, Сокотра).
- Postepipona andreanicolor (Gusenleitner, 2004)[4]
  - =Simplepipona andreanicolor Gusenleitner, 2004[8]
- Postepiona malagassa  (de Saussure, 1900)[5][9]
  - =Odynerus malagassus de Saussure, 1900
- Postepiona socotrae Giordani Soika, 1974[1]